# Roy Moore
Roy Stewart Moore, född 11 februari 1947 i Gadsden, Alabama, är en amerikansk advokat, politiker och f.d. domare.

## Biografi
Moore blev vald till chefsdomare i Alabamas högsta domstol år 2001, men avsattes i november 2003 på grund av att han vägrade ta bort ett monument med de tio budorden som han hade låtit ställa upp i domstolsbyggnaden. Han valdes ännu en gång till chefsdomare år 2013, men suspenderades i maj 2016 på grund av att han inte accepterade äktenskap mellan samkönade individer, detta trots att högsta domstolen bedömde att domares motstånd mot samkönade giftermål stred mot USA:s konstitution. Moore avgick frivilligt i april 2017 och han beslutade att kandidera till senaten. Den 26 september 2017 besegrade Moore Luther Strange i det republikanska primärvalet för att bli republikansk kandidat för fyllnadsvalet i Alabama.
Under valkampanjen för amerikanska senaten uppmärksammade nationella nyheter anklagelser om att Moore hade begått flera sexuella övergrepp. Tre kvinnor uppgav att han hade begått sexuella övergrepp mot dem när de var i åldern 14, 16 och 28 år. Moore förnekade att någon av kvinnorna var minderårig eller att han hade begått sexuellt övergrepp mot någon. President Donald Trump gav sitt stöd till Moore en vecka före valet.
Den 12 december 2017 förlorade Moore fyllnadsvalet i Alabama med 48,4 procent vid omröstningen mot demokraten Doug Jones som fick 49,9 procent av rösterna.
Moore anses vara förespråkare för högerextrem politik. Han väckte nationell medieuppmärksamhet med sina rasistiska, homofoba, transfoba och islamofobiska åsikter. Moore var en ledande röst i födelse-rörelsen, som främjade det falska påståendet att den före detta presidenten Barack Obama inte föddes i USA.